# 1980-as Mundialito
Az 1980-as Mundialito (Mini világbajnokság), (spanyolul: Copa de Oro de Campeones Mundiales) egy labdarúgótorna volt, amit Uruguay fővárosában; Montevideoban rendeztek 1980. december 30. és 1981. január 10. között, az első, 1930-as labdarúgó-világbajnokság ötvenedik évfordulójának tiszteletére. A meghívottak voltak: Uruguay (rendezőként), Olaszország, az NSZK, Brazília, Hollandia és Argentína. Öt korábbi világbajnok, a kivételt Hollandia jelentette két vesztes világbajnoki döntővel 1974-ben és 1978-ban. A hollandok Anglia helyett vettek részt a tornán.

## Résztvevők
| Válogatott  | Korábbi sikerek                                             |
| ----------- | ----------------------------------------------------------- |
| Uruguay     | Rendező, Az 1930-as és az 1950-es világbajnokság győztese   |
| Olaszország | Az 1934 és az 1938-as világbajnokság győztese               |
| NSZK        | Az 1954 és az 1974-es világbajnokság győztese               |
| Brazília    | Az 1958-as, 1962-es és az 1970-es világbajnokság győztese   |
| Argentína   | Az 1978-as világbajnokság győztese                          |
| Hollandia   | Az 1974 és az 1978-as világbajnokság döntőse Anglia helyett |

Anglia, az 1966-os világbajnokság győztese nem vett részt.

## Lebonyolítás
A hat válogatottat két három tagú csoportba sorsolták, ahol mindenki játszott mindenkivel. Az A-csoportba: Hollandia, Olaszország és Uruguay, míg a B-csoportba: Argentína, Brazília és az NSZK került. A két csoportgyőztes játszotta a torna döntőjét.

## Érdekesség
Uruguay és Brazília megnyerte a csoportját, így ez a két csapat játszotta a döntőt. Akárcsak 30 évvel korábban, az 1950-es világbajnokságon ismét Uruguay győzött 2–1-re. További érdekesség, hogy az uruguayiak szövetségi kapitánya Roque Máspoli az 1950-es vb-győztes csapat kapusa volt.

## Csoportkör

### A csoport
| Csapat      | M | Gy | D | V | RG | KG | GK | P |
| ----------- | - | -- | - | - | -- | -- | -- | - |
| Uruguay     | 2 | 2  | 0 | 0 | 4  | 0  | +4 | 4 |
| Olaszország | 2 | 0  | 1 | 1 | 1  | 3  | −2 | 1 |
| Hollandia   | 2 | 0  | 1 | 1 | 1  | 3  | −2 | 1 |

| 1980. december 30. | Uruguay                          | 2 – 0 | Hollandia | Estadio Centenario, Montevideo Nézőszám: 65,000 Játékvezető: Enrique Labo (perui) |
| 1980. december 30. | Venancio Ramos 31' Victorino 45' |       |           | Estadio Centenario, Montevideo Nézőszám: 65,000 Játékvezető: Enrique Labo (perui) |

| 1981. január 3. | Uruguay                                    | 2 – 0 | Olaszország | Estadio Centenario, Montevideo Nézőszám: 55,000 Játékvezető: Emilio Guruceta (spanyol) |
| 1981. január 3. | Julio Morales 67' (11-esből) Victorino 81' |       |             | Estadio Centenario, Montevideo Nézőszám: 55,000 Játékvezető: Emilio Guruceta (spanyol) |

| 1981. január 6. | Olaszország  | 1 – 1 | Hollandia      | Estadio Centenario, Montevideo Nézőszám: 15,000 Játékvezető: Franz Wöhrer (osztrák) |
| 1981. január 6. | Ancelotti 7' |       | Jan Peters 15' | Estadio Centenario, Montevideo Nézőszám: 15,000 Játékvezető: Franz Wöhrer (osztrák) |

### B csoport
| Csapat    | M | Gy | D | V | RG | KG | GK | P |
| --------- | - | -- | - | - | -- | -- | -- | - |
| Brazília  | 2 | 1  | 1 | 0 | 5  | 2  | +3 | 3 |
| Argentína | 2 | 1  | 1 | 0 | 3  | 2  | +1 | 3 |
| NSZK      | 2 | 0  | 0 | 2 | 2  | 6  | −4 | 0 |

| 1981. január 1. | Argentína                       | 2 – 1 | NSZK         | Estadio Centenario, Montevideo Nézőszám: 60,000 Játékvezető: Augusto Lamo Castillo (spanyol) |
| 1981. január 1. | Kaltz 84' (o.g.) Ramón Díaz 88' |       | Hrubesch 41' | Estadio Centenario, Montevideo Nézőszám: 60,000 Játékvezető: Augusto Lamo Castillo (spanyol) |

| 1981. január 4. | Brazília     | 1 – 1 | Argentína    | Estadio Centenario, Montevideo Nézőszám: 60,000 Játékvezető: Erich Linemayr (osztrák) |
| 1981. január 4. | Edevaldo 47' |       | Maradona 30' | Estadio Centenario, Montevideo Nézőszám: 60,000 Játékvezető: Erich Linemayr (osztrák) |

| 1981. január 7. | Brazília                                                 | 4 – 1 | NSZK       | Estadio Centenario, Montevideo Nézőszám: 50,000 Játékvezető: Juan Silvagno (chilei) |
| 1981. január 7. | Júnior 56' Toninho Cerezo 61' Serginho 76' Zé Sérgio 82' |       | Allofs 54' | Estadio Centenario, Montevideo Nézőszám: 50,000 Játékvezető: Juan Silvagno (chilei) |

## Döntő
| 1981. január 10. | Uruguay                   | 2 – 1 | Brazília                | Estadio Centenario, Montevideo Nézőszám: 71,250 Játékvezető: Erich Linemayr (osztrák) |
| 1981. január 10. | Barrios 50' Victorino 80' |       | Sócrates 62' (11-esből) | Estadio Centenario, Montevideo Nézőszám: 71,250 Játékvezető: Erich Linemayr (osztrák) |

## Gólszerzők
3 gólos
- Waldemar Victorino

1 gólosok
- Ramón Díaz
- Diego Maradona
- Edevaldo
- Júnior
- Serginho
- Sócrates
- Toninho Cerezo
- Zé Sérgio
- Klaus Allofs
- Horst Hrubesch
- Jan Peters
- Carlo Ancelotti
- Jorge Barrios
- Julio Morales
- Venancio Ramos

Öngólos
- Manfred Kaltz (Argentína ellen)